# 大眼藻纲
大眼藻纲（学名：Eustigmatophyceae）也称真眼点藻纲，为淡色藻門的一个纲。

## 下级分类
本科包括以下属：
- 大眼藻目 Eustigmatales
- Goniochloridales 
  - Goniochloridaceae